# آرنولد پرالتا
آرنولد پرالتا (انگلیسی: Arnold Peralta؛ زاده ۲۹ مارس ۱۹۸۹، درگذشته ۱۰ دسامبر ۲۰۱۵) یک بازیکن فوتبال بوده است.
وی که سابقه ۲۶ بازی در تیم ملی فوتبال هندوراس داشته در تاریخ ۱۰ دسامبر ۲۰۱۵ به ضرب گلوله در یک مجتمع تجاری شهر لا سیبا کشته شد.